# Trogoxylon rectangulum
Trogoxylon rectangulum is een keversoort uit de familie boorkevers (Bostrichidae). De wetenschappelijke naam van de soort is voor het eerst geldig gepubliceerd in 1921 door Lesne.